# Непобедиво срце (ТВ серија)
Непобедиво срце је српска телевизијска серија снимана током 2010. у продукцији Радио-телевизије Србије и Кошутњак филма по мотивима романа Милице Јаковљевић.
Премијерно је приказивана од 15. октобра 2011. до 21. јануара 2012. године на првом програму РТС-а.

## Радња
Радња серије је смештена у тридесете године двадесетог века. Алекса Новаковић, власник и директор банке, има кћерку Милену и проблематичног сина Сташу који не воли школу и помало је параноичан. Алекса и његова супруга Јованка траже човека да проба да поврати њиховог сина. Алекса проналази Мирослава Балшића и шаље му писмо за посао, дипломираног правника и талентованог певача. Сташа је до сада имао много учитеља али му ниједан није помогао. Све их је отерао. Мирослав временом успева да убеди Сташу да заволи школу. Они постају добри другари… Временом, рађа се немогућа али и велика љубав између Мирослава и Милене, што примећује Миленин вереник Влада, који хоће да се Милена што пре уда за њега. Влада је много био љубоморан на Мирослава. Међутим, када Милена сазна за његовог ванбрачног сина за ког је сазнала преко његове бивше жене којој је свега преко главе, раскида веридбу са њим. Потом тражи Мирослава, међутим он је отишао верујући да је он крив за раскинуту веридбу са Владом и зато што га је било срамота због туче која је настала Владиним изазивањем на Мирослава. Милена оболева од тешке болести и иде у санаторијум. Мирослав је за то време био у Милану да школује свој глас јер је Милена то много хтела. Он сазнаје за то, и иде код Милене. Обоје признају једно другом истинску љубав. Она убрзо оздрави, оде из санаторијума, а потом се уда за Мирослава.

## Улоге
| Глумац                   | Улога                       |
| ------------------------ | --------------------------- |
| Слобода Мићаловић        | Милена Новаковић            |
| Иван Босиљчић            | Мирослав Балшић             |
| Љубомир Булајић          | Сташа Новаковић             |
| Данијела Михајловић      | Јованка Новаковић           |
| Предраг Ејдус            | Алекса Новаковић            |
| Драгомир Чумић           | Илија                       |
| Зинаида Дедакин          | Лиза                        |
| Марија Каран             | Славка Симић                |
| Мрђан Огњановић          | Милан                       |
| Драгана Мићаловић        | Анђа Симић                  |
| Катарина Жутић           | Катица                      |
| Милица Грујичић          | Живкица                     |
| Ивана Јовановић          | Гина                        |
| Игор Ђорђевић            | Влада                       |
| Бојана Грабовац          | Вида                        |
| Андрија Милошевић        | Бошко Петровић              |
| Ненад Јездић             | инжењер Станковић           |
| Наташа Нинковић          | Каћа Стајић                 |
| Јаков Јевтовић           | Бруно                       |
| Дубравка Ковјанић        | Мила                        |
| Вања Милачић             | Сара Смит                   |
| Владан Савић             | господин Таса               |
| Милош Тимотијевић        | поручник                    |
| Јелена Тркуља            | Душица Балшић               |
| Александар Маневски      | професор певања             |
| Јелица Сретеновић        | тетка                       |
| Велимир Бата Живојиновић | лекар                       |
| Јасмина Аврамовић        | Владина мајка               |
| Ивана Ковачевић          | банкарска службеница        |
| Милица Крчмар            | банкарска службеница        |
| Дадо Кулић Михаиловић    | банкарски службеник         |
| Ана Одабашић             | банкарска службеница        |
| Матија Живковић          | Столе                       |
| Елизабета Ђоревска       | мајка Мирослава Балшића     |
| Славиша Чуровић          | архитекта                   |
| Младен Дедић             | Јован                       |
| Тамара Крцуновић         | Анријет Бесон               |
| Бранка Пујић             | Марсел Бесон                |
| Анђела Крвавац           |                             |
| Ђорђе Марковић           |                             |
| Немања Мицић             |                             |
| Зоран Мирковић           |                             |
| Милан Пајић              |                             |
| Миодраг Радоњић          |                             |
| Новак Симић              |                             |
| Маријана Живановић       | болничарка                  |
| Војин Ћетковић           | лекар у санаторијуму        |
| Марија Круљ              |                             |
| Анђелка Симовић          | пацијенткиња у санаторијуму |
| Соња Живановић           |                             |
| Рас Растодер             |                             |

## Награде
- Награду за најбољи Глумачки пар године по избору читалаца ТВ Новости су добили Слобода Мићаловић за улогу Милене Новаковић и Иван Босиљчић за улогу Мирослава Балшића на 47. Филмским сусретима у Нишу 2012. године.[5]

## Занимљивости
- У оригиналном роману Мир-Јам, главни мушки лик се зове Нинослав. Међутим, у серији је промењено име у Мирослав.
- У оригиналном роману Мир-Јам, главни женски лик се зове Миомира. Међутим, у серији је промењено име у Милена.